# 赤土
赤土是古代東南亞吉蔑人所建立的印度化国家，可能位于马来半岛北部，即现今马来西亚吉打、吉兰丹，以及泰国南部宋卡、北大年一带。隋朝曾于公元607年出使赤土。

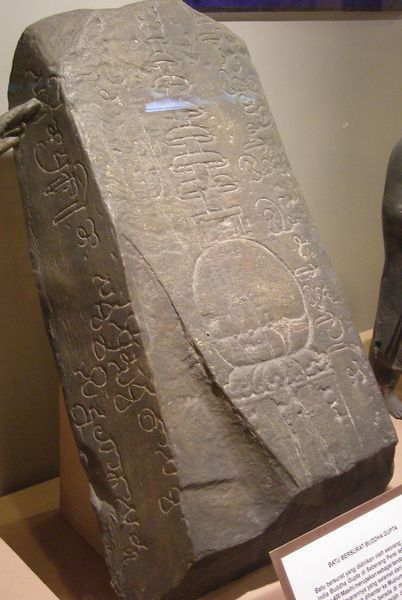
佛陀笈多石碑定年在4世紀到6世紀。出土於馬來西亞威省，目前保存在印度加爾各答國立博物館。這個石碑的複製品現存於馬來西亞國家博物館。這是由一位印度商人佛陀笈多所奉獻的，以表示他對於從印度平安抵達馬來半島所表示的敬意，這是印度與馬來西亞在早年透過貿易而接觸的證據。

## 历史
赤土国是隋朝时的一个大国，但到唐朝时便已不复见。隋炀帝于大业三年（607年）曾派遣屯田主事常骏、虞部主事王君政出使赤土国，受到赤土国王盛大欢迎。
根据《隋书》和《通典》的记载，赤土国是由同为扶南国人种的吉蔑族（Mon Khmer）所建立。国王姓瞿曇氏（Gautama），名利富多塞。常骏等人到访时，赤土国已备有完善的管理制度，除了国王，还有多名大臣共管政事。国人信奉婆羅門教。国都为僧祇城，也叫师子城。

## 考证

### 国名由来
根据《隋书》和《通典》的记载，赤土国是因为土色赤红，所以称为「赤土」。荷兰学者肯氏根据四世纪吉打佛陀笈多石碑中的梵文「罗旦帝迦」（Raktamrittikä）一名，认为它就是赤土国的意译原名，威尔斯也主张此说。
新加坡南洋史地学者许云樵曾提出新的解释，认为「赤土」有可能为「羯荼」一名的转讹而不是意译。其理由有二，一为南海地名在中国载籍皆为音译，不可能赤土一名却是例外；二为南海各地皆为红铝土所覆盖，如马来语「Tanah Merah」（意为红色土地）的地名到处都有，故不能作为赤土国的特征。但他最终因不愿破坏学者数十年来所建立的南海古国历史体系，所以并不想支持其说法。

### 出使年份
关于常骏等人出使赤土的年份，《隋书》卷八十二《赤土传》作大业三年（607年）十月自南海郡出发，六年（610年）春才返回弘农郡，《通典》略同。
但《隋书》卷三《煬帝本紀》又记载：「大业四年（608年）三月……壬戌，百濟、倭、赤土、迦羅舍國並遣使貢方物，……丙寅，遣屯田主事常駿使赤土，致羅剎。……五年（609年）……二月辛丑，赤土國遣使貢方物。六年（610年）……六月辛卯，室韋、赤土並遣使貢方物。」两者所载出使年月颇有出入。

### 方位
历来赤土国的位置多有争议，目前普遍认为是位于马来半岛北部。

#### 马来半岛北部说
丁谦《隋书地理志考证》、藤田丰八《狼牙修国考》、高桑驹吉《赤土考》、费琅（Gabriel Ferrand）《昆仑及南海古代航行考》、冯承钧《中国南海交通史》、陈序经《猛族诸国初考》、许云樵《赤土考》、苏继卿《南海钩沉录》等皆主张此说。
肯氏根据四世纪吉打梵文碑石，考据赤土为吉打。新加坡南洋大学教授许云樵认为《通典》的“僧祇城亦曰狮子城”，是指赤土国的都城为现今克拉地峽東南部屬於泰國的宋卡（英文：Songkhla）。宋卡梵文称为「Singora」，正是狮子之意。

#### 暹罗说
中国典籍旧说多主张在暹罗，如张燮《东西洋考》、顾炎武《天下郡国利病书》、《明史·暹罗传》等。

#### 苏门答腊说
桑田六郎《赤土考》《三佛齐考》、宫崎市定《关于狼牙修国和狼牙须国的区别》、陈碧笙《隋书赤土国究在何处》主张此说。

#### 马六甲海峡两岸说
足立喜六《法显传考证》主张此说。

#### 锡兰说
藤能特《锡兰史》、辛甘《中国锡兰史》、韩振华《中印关系史料考释三则》等主张此说。

#### 婆罗洲说
邹代钧《西征纪程》主张此说。

## 文献记载
不少中国典籍里都有关于赤土国的记载，如《隋书》、《通典》、《通志》、《文献通考》等，但只有《隋书》和《通典》是原始资料，余者皆著录前二书的文字。
《隋书》卷八十二《赤土传》记载：
赤土國，扶南之別種也。在南海中，水行百余日而達所都。土色多赤，因以為號。東波羅刺國，西婆羅娑國，南訶羅旦國，北拒大海，地方數千里。其王姓瞿曇氏，名利富多塞，不知有國近遠。稱其父釋王位出家為道，傳位於利富多塞，在位十六年矣。有三妻，並鄰國王之女也。居僧祗城，有門三重，相去各百許步。每門圖畫飛仙、仙人、菩薩之像，縣金花鈴毦，婦女數十人，或奏樂，或捧金花。又飾四婦人，容飾如佛塔邊金剛力士之狀，夾門而立。門外者持兵仗，門內者執白拂。夾道垂素網，綴花。王宮諸屋悉是重閣，北戶，北面而坐。坐三重之榻。衣朝霞布，冠金花冠，垂雜寶瓔珞。四女子立侍，左右兵衛百餘人。王榻後作一木龕，以金銀五香木雜鈿之。龕後懸一金光焰，夾榻又樹二金鏡，鏡前並陳金甕，甕前各有金香爐。當前置一金伏牛，牛前樹壹寶蓋，蓋左右皆有寶扇。婆羅門等數百人，東西重行，相向而坐。其官有薩陀迦羅一人，陀拏達義二人，迦利蜜迦三人，共掌政事；俱羅末帝一人，掌刑法。每城置那邪迦一人，缽帝十人。
其俗等皆穿耳剪髮，無跪拜之禮。以香油塗身。其俗敬佛，尤重婆羅門。婦人作髻于項後。男女通以朝霞、朝雲雜色布為衣。豪富之室，恣意華靡，唯金鎖非王賜不得服用。每婚嫁，擇吉日，女家先期五日，作樂飲酒，父執女手以授婿，七日乃配焉。既娶則分財別居，唯幼子與父同居。父母兄弟死則剔發素服，就水上構竹木為棚，棚內積薪，以屍置上。燒香建幡，吹蠡擊鼓以送之，縱火焚薪，遂落于水。貴賤皆同。唯國王燒訖，收灰貯以金瓶，藏於廟屋。冬夏常溫，雨多霽少，種植無時，特宜稻、穄、白豆、黑麻，自餘物產，多同於交阯。以甘蔗作酒，雜以紫瓜根。酒色黃赤，味亦香美。亦名椰漿為酒。

煬帝即位，募能通絕域者。大業三年，屯田主事常駿、虞部主事王君政等請使赤土。帝大悅，賜駿等帛各百匹，時服一襲而遣。齎物五千段，以賜赤土王。其年十月，駿等自南海郡乘舟，晝夜二旬，每值便風。至焦石山而過，東南泊陵伽缽拔多洲，西與林邑相對，上有神祠焉。又南行，至師子石，自是島嶼連接。又行二三日，西望見狼牙須國之山，於是南達雞籠島，至於赤土之界。其王遣婆羅門鳩摩羅以舶三十艘來迎，吹蠡擊鼓，以樂隋使，進金鎖以纜駿船。月餘，至其都，王遣其子那邪迦請與駿等禮見。先遣人送金盤，貯香花並鏡鑷，金合二枚，貯香油，金瓶八枚，貯香水，白疊布四條，以擬供使者盥洗。其日未時，那邪迦又將象二頭，持孔雀蓋以迎使人，並致金花、金盤以藉詔函。男女百人奏蠡鼓，婆羅門二人導路，至王宮。駿等奉詔書上閣，王以下皆坐。宣詔訖，引駿等坐，奏天竺樂。事畢，駿等還館，又遣婆羅門就館送食，以草葉為盤，其大方丈。因謂駿曰：「今是大國中人，非複赤土國矣。飲食疏薄，願為大國意而食之。」後數日，請駿等入宴，儀衛導從如初見之禮。王前設兩床，床上並設草葉盤，方一丈五尺，上有黃白紫赤四色之餅，牛、羊、魚、鱉、豬、蝳蝐之肉百餘品。延駿升床，從者坐于地席，各以金鐘置酒，女樂迭奏，禮遺甚厚。尋遣那邪迦隨駿貢方物，並獻金芙蓉冠、龍腦香。以鑄金為多羅葉，隱起成文以為表，金函封之，令婆羅門以香花奏蠡鼓而送之。既入海，見綠魚群飛水上。浮海十餘日，至林邑東南，並山而行。其海水闊千余步，色黃氣腥，舟行一日不絕，云是大魚糞也。循海北岸，達於交阯。駿以六年春與那邪迦于弘農謁帝，帝大悅，賜駿等物二百段，俱授秉義尉，那邪迦等官賞各有差。
《通典》卷一八八《赤土传》记载：
赤土國，隋時通焉，扶南之別種也。直崖州之南，渡海水行，便風十餘日，經雞籠島至其國。所都土色多赤，因以為號。東波羅剎國，西羅婆國，南訶羅且國，北拒大海，地方數千里。王姓瞿曇氏，名利富多塞，不知有國近遠。居僧祇城，亦曰師子城，有門三重，相去各百許步。王宮諸屋悉是重閣，北面而坐，座三重榻，衣朝霞布，冠金花冠，垂雜寶瓔珞。王榻後作一木龕，以金銀五香木雜鈿之。龕後懸一金光焰，遠視如項後。其官，薩陀伽羅一人，陀拏達叉三人，伽利蜜迦三人，共掌政事。俱羅末帝一人，掌刑法。每城置那耶迦一人，缽帝一人。其俗皆穿耳翦髮，無跪拜之禮。以香油塗身。俗敬佛，尤重婆羅門。婦人作髻於項後。男女通以朝霞朝雲雜色布為衣。豪富之室，恣意華靡，唯金鎖非王賜不得服用。冬夏常溫，雨多霽少。種植無時，特宜稻、穄、音祭。白豆、黑麻，自餘物產多同於交趾。以甘蔗作酒，雜以紫瓜根。戲有雙六、雞卜。冬至之日，影直在下；夏至日，影在南。戶皆北向。 煬帝時，募能通絕域。大業三年，屯田主事常駿、虞部主事王君政等應召。駿等自南海郡乘舟，晝夜二旬，每值便風，至焦石山而過。東南泊陵伽缽拔多洲，西與林邑相對，上有神祠焉。又南行，至師子石，自是島嶼連接。又行二三日，西見狼牙脩國之山，於是南達雞籠島，至於赤土之界，月餘至其國都。駿等奉詔書上閣，王以下至皆坐，宣詔訖，引駿等入宴。王前設兩床，上並設草葉盤，方丈五尺，上有黃白紫赤四色之飰，牛、羊、魚、鱉、豬、玳瑁之肉百餘品。延駿升床。從者坐於地席。及還，遣那耶迦隨駿貢方物。既入海，見綠魚群飛水上。浮海十餘日，至林邑，東南並山而行。並音蒲浪反。其海水闊千餘步，色黃氣腥，舟行十日不絕，云是大魚糞也。循海北岸，達於交趾。六年，還卻到中國焉。

## 外部連結
[在维基数据编辑]
 《北史·卷095》，出自李延壽《北史》
 《隋書·卷82》，出自魏徵《隋书》